# Hermann von Hodenberg
Hermann baron von Hodenberg (né le 27 janvier 1862 à La Haye et mort le 24 février 1946 à Celle) est un propriétaire de manoir et député du Reichstag.

## Biographie
Hermann baron von Hodenberg (de) est le fils du diplomate hanovrien Bodo von Hodenberg. Il étudie au lycée de Celle de 1877 à 1882 et aux universités de Lausanne, Heidelberg, Berlin et Göttingen de 1882 à 1886. À Heidelberg, il devient membre du Corps Vandalia (de) en 1883. Par la suite, il est avocat stagiaire prussien de 1886 à 1890 et, en 1886, il sert pendant un an dans le régiment de cavaliers lourds de la Garde (de). Jusqu'en 1893, il est lieutenant de réserve et propriétaire du manoir de Ribbesbüttel . En 1898, il devient président du parti de droite allemand.
De 1893 à 1903, il est député du Reichstag allemand pour la 10e circonscription de la province de Hanovre (Hildesheim, Marienburg (de), Alfeld-sur-la-Leine (de), Gronau (de)) avec le Parti allemand hanovrien. De 1903 à 1907, il représente la 14e circonscription de Hanovre (Celle, Peine, Gifhorn) au Reichstag.
Il se marie le 24 mai 1888 la comtesse Helene von Kielmansegg (de) (née le 3 avril 1862 et mort le 12 août 1926). Le couple a plusieurs enfants.